# Manga (football)
Pour les articles homonymes, voir Manga (homonymie).
Haílton Corrêa de Arruda, dit Manga (né le 26 avril 1937 à Recife et mort le 8 avril 2025 à Rio de Janeiro), est un footballeur brésilien. Il occupe le poste de gardien de but. Il joue pour le Botafogo FR, le Nacional et le SC Internacional et participe à la coupe du monde 1966.

## Biographie
Avant même le début de sa carrière professionnelle au Sport Club do Recife, Haílton montre déjà des aptitudes exceptionnelles comme gardien de but et conquiert un titre de champion du Pernambouc junior en 1954, sans encaisser le moindre but. Il débute en équipe première au Sport en 1957, lors d'une tournée en Europe. Oswaldo Baliza, le gardien titulaire se blesse peu après le premier match sur le sol européen, contre le Sporting Lisbonne. L'entraîneur Dante Bianchi décide alors de promouvoir le junior à une place dans l'équipe professionnelle.
Manga ne défend le but du Sport que durant deux ans et est transféré au Botafogo FR en 1959. Il se fait remarquer avec le club « blanc et noir » durant les années 1960 et dispute la coupe du monde de 1966, en Angleterre, en tant que remplaçant. Il est le principal gardien de l'histoire de l'équipe, dont il garde les buts durant 8 ans, disputant 442 matches pour 394 buts encaissés.
Après 4 ans au Nacional, en Uruguay, ponctués de quatre titres de champion, d'une Copa Libertadores et d'une Coupe intercontinentale, il revient au Brésil, au Sport Club Internacional, avec qui il remporte les championnats du Brésil de 1975 et 1976. Il joue ensuite également au Coritiba FC et au Grêmio Porto Alegre, avant de terminer sa carrière en Équateur, au Barcelona SC avec un dernier titre de champion en 1981.
Le 8 avril 2025, Manga est décédé à l'hôpital Rio Barra à Rio de Janeiro à l'âge de 87 ans.

## Palmarès
- Vainqueur de la Copa Libertadores en 1971 avec Nacional
- Vainqueur de la Coupe intercontinentale en 1971 avec Nacional
- Champion d'Uruguay en 1969, 1970 et 1971 et 1972 avec Nacional
- Champion du Brésil en 1975 et 1976 avec SC Internacional
- Champion d'Equateur en 1981 avec Barcelona SC
- Vainqueur du tournoi Rio-São Paulo en 1962, 1964 et 1966 avec Botafogo FR
- Champion du Pernambouc en 1955, 1956 et 1957 avec Sport Recife
- Champion de Rio en 1961, 1962, 1967 et 1968 avec Botafogo FR
- Champion du Rio Grande do Sul en 1974, 1975 et 1976 avec SC Internacional et 1979 avec Grêmio Porto Alegre
- Champion du Paraná en 1978 avec Coritiba FC
- Vainqueur de la Taça Guanabara en 1967 avec Botafogo FR